# John Charteris

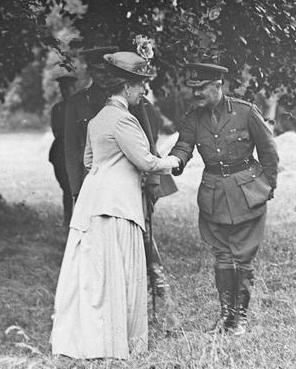
John Charteris begrüßt Maria von Teck (7. Juli 1917)

John Charteris CMG, DSO, MP (* 8. Januar 1877 in Glasgow; † 4. Februar 1946 in Thorpe, Surrey) war ein britischer Offizier, zuletzt Brigadier-General der British Army, der im Ersten Weltkrieg als Chef der militärischen Aufklärung unter Douglas Haig, dem Oberbefehlshaber der British Expeditionary Force an der Westfront, diente. Nach dem Krieg war er unionistisches Mitglied des House of Commons.

## Leben
Charteris wurde als Sohn von Matthew Charteris, Professor für Medizin an der Glasgow University, und dessen Frau Elizabeth (Greer) geboren. Aus seiner näheren Familie waren sowohl der Onkel Archibald Hamilton Charteris (1835–1908) als auch seine Brüder Archibald Hamilton (1874–1940) und Francis James (1875–1964) ebenfalls Professoren. John wurde an der Privatschule Kelvinside Academy erzogen und studierte für ein Jahr Mathematik und Physik in Göttingen, bevor er 1893 in die Royal Military Academy Woolwich eintrat. Im März 1896 erhielt er ein Patent bei den Royal Engineers und diente anschließend in Britisch-Indien.
Von 1907 bis 1909 besuchte er das indische Staff College in Quetta, das er als Captain abschloss. Als junger Stabsoffizier machte er Bekanntschaft mit Douglas Haig, der damals Stabschef beim Oberbefehlshaber in Indien Garrett O’Moore Creagh war. Wie Haig ein Presbyterianer und Freimaurer, machte er auch durch seine profunde Bildung einen großen Eindruck auf Haig und wurde, als dieser 1912 die Garnison Aldershot übernahm, dessen militärischer Sekretär. Die eingesessenen Offiziere bezeichneten Haigs aus Indien mitgebrachte Entourage abfällig als „Hindoo gang“ und Charteris im Besonderen als „Haig’s evil counselor“.
Beim Eintritt Großbritanniens in den Ersten Weltkrieg begleitete Charteris den nunmehrigen Kommandanten des I Corps Haig als aide-de-camp nach Frankreich. Obwohl er keine vorherige Erfahrung in Aufklärungsfragen hatte, beauftragte ihn Haig im Herbst 1914 mit dem Aufbau einer entsprechenden Organisation für das I Corps. Dabei kamen ihm seine guten Deutsch- und Französisch-Kenntnisse gut zupass. Verschiedene Historiker weisen darauf hin, dass es wahrscheinlich sei, dass Charteris die Legende vom „Engel von Mons“, der die Briten in der Schlacht bei Mons beschützt habe, selbst erfunden hat. Sein Zeitgenosse, der Journalist Philip Gibbs, wies darauf hin, dass die Weigerung des von Lord Kitchener geführten War Office, Journalisten offiziell zu akkreditieren, solche abwegigen Gerüchte und Hirngespinste begünstigt habe. Auch verschiedene andere Propagandamärchen dieser Zeit, wie die vom von den Deutschen „gekreuzigten“ Gefangenen oder der von den Kadaververwertungsanstalten, sollen direkt oder indirekt auf Charteris zurückgehen.
Charteris blieb in selber Funktion unter Haig, als dieser Oberbefehlshaber der First Army und später der BEF wurde, und wurde rasch bis in den Generalsrang befördert. Er galt als harter Arbeiter, der seine Gesundheit nicht schonte, und seine Briefings über die deutschen Schlachtordnungen sollen in der Regel ziemlich genau und zutreffend gewesen sein. Dies traf allerdings weniger auf seine Beurteilungen der deutschen Moral und des deutschen Rekrutierungspotentials zu, die meist zu optimistisch waren und mit den pessimistischeren Annahmen seines Vorgesetzten im War Office, Sir George Macdonogh, über Kreuz lagen. Haig nahm seinen Protegé gegen die häufige Kritik damit in Schutz, dass derartiger Pessimismus letztlich die Moral der Truppe unterminiere und somit nichts zur Erlangung des Sieges beitrage. Der Historiker Christopher Andrew glaubt, dass die schlechte Planung und mangelhafte Durchführung der Schlacht an der Somme 1916 zumindest in Teilen auf das Versagen Charteris’ zurückzuführen ist, der Haig vorgegaukelt habe, ein deutscher Zusammenbruch sei vor Ende des Jahres zu erwarten.
Auch in der Dritten Flandernschlacht und der Schlacht von Cambrai 1917 gelang den Briten nicht der erhoffte Durchbruch. Nach letzterer wurde eine offizielle Untersuchung angestrengt und der Kriegsminister Lord Derby verlangte von Haig die Absetzung Charteris’. Im Januar 1918 wurde er zum stellvertretenden Transportleiter in Frankreich degradiert und durch Edgar William Cox ersetzt. Er übte dennoch weiterhin für den Rest des Krieges einen nicht unbeträchtlichen Einfluss auf Haigs Lagebeurteilungen aus.
Nach dem Kriegsende wurde Charteris bei den Neujahrsehrungen 1919 zum Companion des Order of St Michael and St George ernannt, nachdem er schon seit 1915 Träger des Distinguished Service Order war. Nach erneuter Verwendung in Indien sowie im Hauptquartier des britischen Eastern Command verließ er die Army 1922.
Charteris war von 1924 bis 1929 Abgeordneter der schottischen Unionist Party für Dumfriesshire. Nach seinem Ausscheiden aus dem Parlament betätigte er sich schriftstellerisch unter anderem als Biograph Haigs sowie mit einer autobiographischen Schilderung seiner Kriegszeit im GHQ.
Charteris hatte drei Söhne mit seiner seit 1913 angetrauten Frau Noel Emily Beatrice Hodgson. Er starb 1946 im Alter von 69 Jahren und wurde auf dem Friedhof der Tinwald Kirk in Dumfriesshire beerdigt.